# Matthew Fox
Matthew Chandler Fox (sinh 14 tháng 7 1966) là một diễn viên và cựu người mẫu người Mỹ. Vai diễn lớn đầu tiên của anh là nhân vật Charlie Salinger trong bộ phim truyền hình Party of Five vào thập niên 1990 đóng cùng với Scott Wolf và Neve Campbell. Matthew Fox giành được tiếng vang lớn qua vai diễn Jack Shephard trong bộ phim truyền hình đình đám của đài ABC Mất tích (Lost).

## Đời tư
Năm 1992, Matthew kết hôn với Margherita Ronchi, một người mẫu gốc Italy và có hai con, một trai, một gái. Trong thời gian quay bộ phim Lost, anh đã đưa gia đình đến sống tại Oahu, Hawaii; song anh vẫn có mong muốn được định cự tại Oregon và đã chuẩn bị đầy đủ. Đến năm 2011, anh đã thực hiện được ý định của mình. Từ năm 2015, sau khi bị một số rắc rối về mặt pháp luật, Matthew rút khỏi giới giải trí để chăm lo cho đình. Matthew sở hữu một ngọn đồi rộng 4ha, cùng một căn biệt thự xây từ năm 2009 tại Bend, Oregon; ước tính giá trị khoảng 4 triệu đô la Mỹ. Cuối năm 2021, anh trở lại công việc diễn viên với bộ phim truyền hình "Last Light".

## Sự nghiệp
Matthew bắt đầu diễn xuất từ năm 1992, và nhanh chóng có vai chính đầu tiên trong phim truyền hình Party of Five, năm 1996 anh được tạp chí People bình chọn hạng 40 thuộc top 50 người đẹp nhất. Sau thành công của Party of Five anh được đóng vai chính trong phim truyền hình kinh dị Haunted năm 2001, tuy nhiên bộ phim này chỉ được sản xuất một mùa duy nhất.
Năm 2004, anh được tuyển vào vai Jack Shephard sau khi Michael Keaton từ chối vai diễn này, theo kịch bản ban đầu Jack chỉ là nhân vật phụ và phải chết sớm, nhưng với sự diễn xuất tuyệt mà nhân vật này trở thành vai chính, đồng thời đưa tên tuổi của Matthew lên cao. Năm 2008, anh vào vai phản diện chính trong Vantage Point cùng Dennis Quaid. Năm 2012, anh tiếp tục nhận vai phải diện chính trong bộ phim Alex Cross, và vai chính trong Emperor cùng Tommy Lee Jones, năm 2013, anh tham gia bộ phim Worl War Z cùng Brad Pitt.
Năm 2015, anh tham gia bộ phim lịch sử Bone Tomahawk cùng Kurt Russell; trước khi tạm nghỉ, Matthew đóng vai chính trong bộ phim độc lập Extinction, tuy nhiên bộ phim không đạt được thành công.
Năm 2021, anh tái xuất với việc tham gia bộ phim truyền hình Last Light, phim dự kiến phát hành trong năm 2022.

## Bê bối
Tháng 8 năm 2011, anh bị một phụ nữ ở Cleveland tố cáo là đã hành hung cô ta, mặc dù không bị kết tội nhưng vụ việc này đã ảnh hưởng đến danh tiếng của anh. Matthew sau đó đã rời bỏ sự nghiệp trong 10 năm tiếp theo.
Năm 2012, anh tiếp tục phải hầu tòa tại Oregon, khi bị bắt vì điều khiển xe khi sử dụng chất cồn và mang theo bằng lái.